# De bezetting
De bezetting was een Nederlandse televisieserie over Nederland in de Tweede Wereldoorlog. De 21-delige serie werd samengesteld en gepresenteerd door Loe de Jong en van 1960 tot 1965 uitgezonden bij de NTS.
De serie werd uitgezonden in vier uitzendingen per jaar van vijftig minuten. De Jong presenteerde alle programma's. Bij een latere herhaling verving Pier Tania hem wegens ziekte. De gebeurtenissen van de jaren 1940-1945, die gedurende de wederopbouw waren verdrongen, kregen dankzij deze televisieserie voor het eerst ruime aandacht. De serie kwam tot stand met medewerking van de staf van het NIOD, naast directeur Loe de Jong onder meer Pieter Geijl en Jacques Presser en het ministerie van Defensie. De serie werd geregisseerd door Milo Anstadt. Ben Klokman was de producer.
In de serie werd er naar gestreefd ieder onderwerp te voorzien van interviews met getuigenverhalen en nog unieke archiefbeelden. Het programma werd gepresenteerd door Loe de Jong vanachter een bureau.

## Afleveringen en uitzenddata
1. De opkomst van het nationaal-socialisme en de meidagen van 1940 (6 mei 1960)
2. De eerste maanden in bezet Nederland (16 september 1960)
3. De Jodenvervolging begint (25 november 1960)
4. De Februaristaking (26 februari 1961)
5. Mussert en de Duitsers (28 april 1961)
6. Dagelijks leven, 1940-1944 (15 september 1961)
7. Nederlands-Indië bedreigd (8 december 1961)
8. De strijd in Indië (9 maart 1962)
9. De Jodenvervolging (3 mei 1962)
10. Geestelijk verzet (7 september 1962)
11. De geheime verbindingen met Londen (23 november 1962)
12. Het lange wachten (19 februari 1963)
13. De april-mei stakingen van 1943 (3 mei 1963)
14. De hulp aan onderduikers (1 oktober 1963)
15. De gevangenissen en concentratiekampen (17 december 1963)
16. Nederlands-lndië onder Japanse bezetting (3 maart 1964)
17. Nederlanders in de vrije wereld (8 mei 1964)
18. Dolle Dinsdag, Slag bij Arnhem, Spoorwegstaking (16 september 1964)
19. De oorlog in Zuid-Nederland (17 november 1964)
20. De Hongerwinter (23 februari 1965)
21. De Bevrijding (4 mei 1965)

## Ontvangst
In 1962 ontving de serie de zilveren Nipkowschijf. De serie leidde in 1966 tot een gelijknamig boek. De serie is tussen 1966 en 1968 herhaald, waarbij sommige ooggetuigenverslagen vanwege de lengte er uit geknipt werden. De serie legde een grote nadruk op goed en fout in de Tweede Wereldoorlog en heeft jarenlang het beeld en nationaal verhaal van de oorlog bepaald.

## Nieuwe bewerking
In 1989 en 1990 is een nieuwe bewerking van de serie uitgezonden met meer aandacht voor nuance, gepresenteerd door Pier Tania en met research van de Jong en Ad van Liempt. De serie werd uitgezonden op Nederland 3 en werd in 1991 herhaald.  In 2014 is de originele versie door het NIOD op DVD uitgebracht.